# Crotalaria psammophila
Crotalaria psammophila är en ärtväxtart som beskrevs av Hermann August Theodor Harms. Crotalaria psammophila ingår i släktet sunnhampor, och familjen ärtväxter. Inga underarter finns listade i Catalogue of Life.